# Museu d'Art Contemporani de Castella i Lleó
El Museu d'Art Contemporani de Castella i Lleó, oficialment i en castellà Museo de Arte Contemporáneo de Castilla y León, també conegut per les seves sigles MUSAC, està situat a la ciutat de Lleó. Creat amb el propòsit de ser un Museu del Present o Museu del segle XXI, la seva col·lecció i les seves exposicions i activitats estan fonamentalment dirigides a abastar l'art actual en les seves diferents manifestacions.
Obert al públic el 2005, té la seu en un edifici de nova planta, obra de l'estudi madrileny  Mansilla y Tuñón Arquitectos (Luis Moreno Mansilla i Emilio Tuñón Álvarez), que ha merescut un gran reconeixement internacional amb la concessió, l'any 2007, del Premi Mies van der Rohe d'Arquitectura Contemporània de la Unió Europea, a més de la participació en certàmens i exposicions desenvolupades per centres de reconegut prestigi mundial.

## Funció i objectius

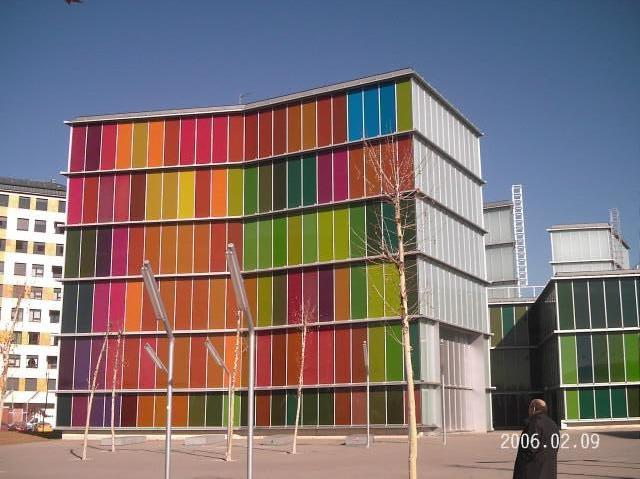
La façana del MUSAC.

Ubicat a la ciutat de Lleó a l'entrada del barri de les Eras de Renueva, el Museu d'Art Contemporani de Castella i Lleó va ser inaugurat pels Prínceps d'Astúries l'1 d'abril de 2005 amb un ferm propòsit: ser un Museu del Present i convertir-se en peça fonamental en el desenvolupament de l'Art contemporani a nivell internacional. Aquest museu va néixer amb un ampli sentit experimental a l'hora de concebre i desenvolupar projectes i exposicions a tots els nivells.
El MUSAC forma part de la Xarxa de Museus Regionals de Castella i Lleó juntament amb el Museu de la Siderúrgia i la Mineria de Castella i Lleó (situat també a la província de Lleó, a la localitat de Sabero), amb el Museu Etnogràfic de Castella i Lleó (Zamora) i amb el Museu de l'Evolució Humana (Burgos).

## L'edifici

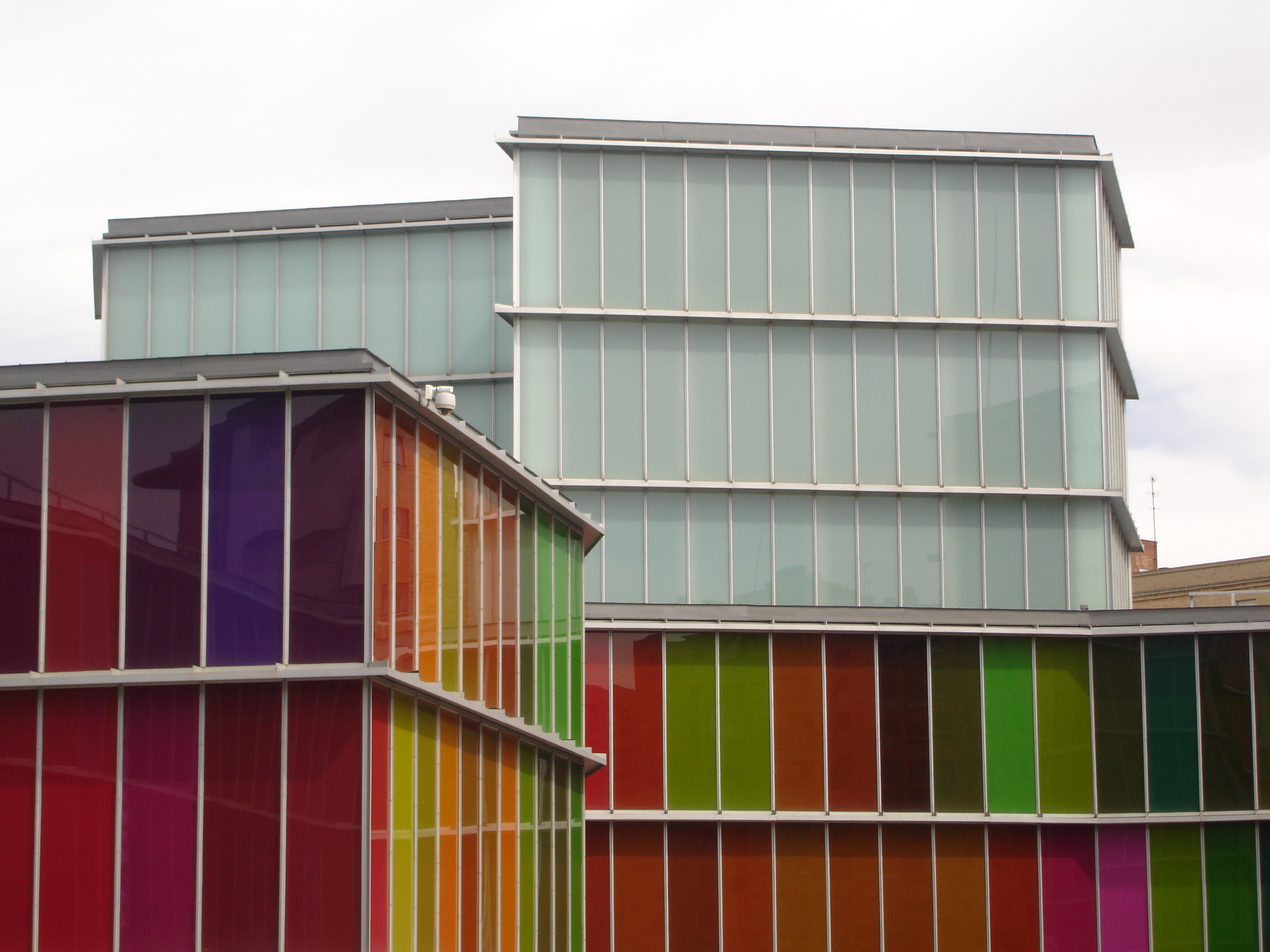
Vista exterior del MUSAC.

L'edifici que alberga el MUSAC és una gran construcció de nova planta, obra de l'estudi madrileny Mansilla y Tuñón Arquitectos, Premi Mies van der Rohe d'arquitectura 2007, el màxim guardó europeu en aquest camp. També és disseny d'aquest estudi arquitectònic l'Auditori Ciutat de Lleó, situat a pocs metres del MUSAC.